# سالومي هالر
سالومي هالر (بالفرنسية: Salomé Haller)‏ هي مغنية وموسيقية ومغنية أوبرا فرنسية، ولدت في 11 أبريل 1975 في ستراسبورغ في فرنسا.